# モッツェカーネ
モッツェカーネ（伊: Mozzecane）は、イタリア共和国ヴェネト州ヴェローナ県にある、人口約8,100人の基礎自治体（コムーネ）。

## 地理

### 位置・広がり

#### 隣接コムーネ
隣接するコムーネは以下の通り。括弧内のMNはマントヴァ県所属を示す。
- ノガローレ・ロッカ
- ポヴェリアーノ・ヴェロネーゼ
- ロヴェルベッラ (MN)
- ヴァレッジョ・スル・ミンチョ
- ヴィッラフランカ・ディ・ヴェローナ

### 気候分類・地震分類
気候分類では、zona E, 2492 GGに分類される。
また、イタリアの地震リスク階級 (it) では、zona 3 (sismicità bassa) に分類される。

## 行政

### 分離集落
モッツェカーネには、以下の分離集落（フラツィオーネ）がある。
- Grezzano, Quistello, San Zeno, Tormine